# Oncostemum phyllanthoides
Oncostemum phyllanthoides är en viveväxtart som beskrevs av John Gilbert Baker. Oncostemum phyllanthoides ingår i släktet Oncostemum och familjen viveväxter. Inga underarter finns listade i Catalogue of Life.